# Bussola

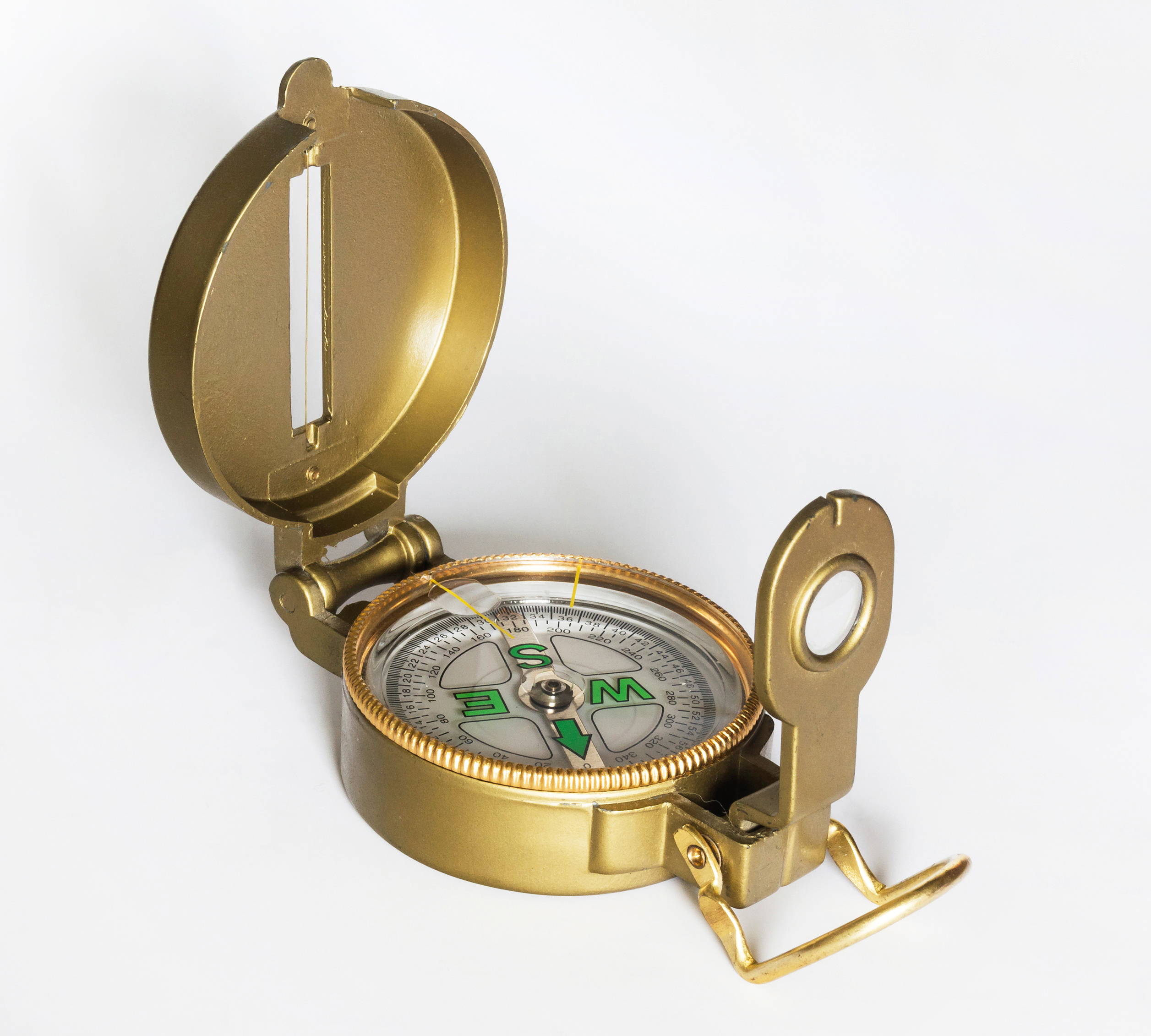
Classica bussola da orientamento topografico

La bussola è uno strumento per l'individuazione dei punti cardinali (nord, sud, est e ovest) sulla superficie terrestre e in atmosfera, ai fini di orientamento e navigazione. È provvista di un ago magnetizzato che, libero di girare su un perno, ha la proprietà di allinearsi lungo le linee di forza del campo magnetico terrestre indicando così la direzione nord-sud (entro i limiti d'errore dovuti alla declinazione magnetica).
Il suo uso è fondamentale in mare aperto, in vasti spazi, dove non ci sono punti di riferimento, così come in presenza di riferimenti per localizzarsi geometricamente rispetto ad essi (es. in orienteering). Utilizzata insieme ad un orologio e un sestante dà luogo ad un accuratissimo sistema di navigazione. Questo strumento ha migliorato la navigazione facilitando i commerci marittimi e i viaggi per mare rendendoli più sicuri ed efficienti. Allo strumento può essere associata una meridiana che permette di conoscere l'ora solare durante il giorno osservando l'ombra prodotta dalla barra, perpendicolare all'ago, dopo che quest'ultimo si è posizionato verso nord.
Deve il suo nome alla scatola in legno di bosso che originariamente conteneva tale strumento. Negli antichi velieri la bussola si custodiva nella chiesuola, armadietto posto a prua del timone.

## Storia
L'invenzione della bussola si attribuisce ai cinesi (una delle loro quattro grandi invenzioni); furono infatti essi a scoprire l'esistenza del campo magnetico terrestre. Pare che in origine utilizzassero tale scoperta come spettacolo d'attrazione: lancette magnetizzate venivano lanciate come si fa coi dadi e, nello stupore degli spettatori, finivano per indicare sempre il nord. Passò molto tempo prima che questa attrazione circense fosse applicata alla navigazione. Una volta conosciuta la posizione del nord, infatti, era poi possibile identificare il sud come la direzione opposta, mentre l'est e l'ovest erano rispettivamente alla destra e alla sinistra dell'osservatore rivolto verso il nord. Fu introdotta in Europa nel XII secolo attraverso gli arabi e gli amalfitani. Il primo riferimento all'uso della bussola nella navigazione nell'Europa occidentale si fa nel De nominibus utensilium di Alexander Neckam (1180-1187).
La leggenda che vuole che la bussola sia stata inventata da Flavio Gioia di Amalfi nasce da un errore di interpretazione di un testo latino, che riferiva soltanto che l'invenzione della bussola era attribuita dallo storico Flavio Biondo a Gioia di Amalfi. Il filologo Giambattista Pio capì invece che la bussola sarebbe stata inventata dall'amalfitano Flavio Gioia. Nel testo in questione (Amalphi in Campania veteri magnetis usus inventus par Flavio traditur), tuttavia, par Flavio (“da Flavio”) non si riferisce all'inventore della bussola (Amalfi tramite Flavio), ma a colui che ha riportato la notizia (per la tramandazione di Flavio),ovvero Flavio Biondo.

## Descrizione

### Bussole moderne da nautica e orientamento terrestre

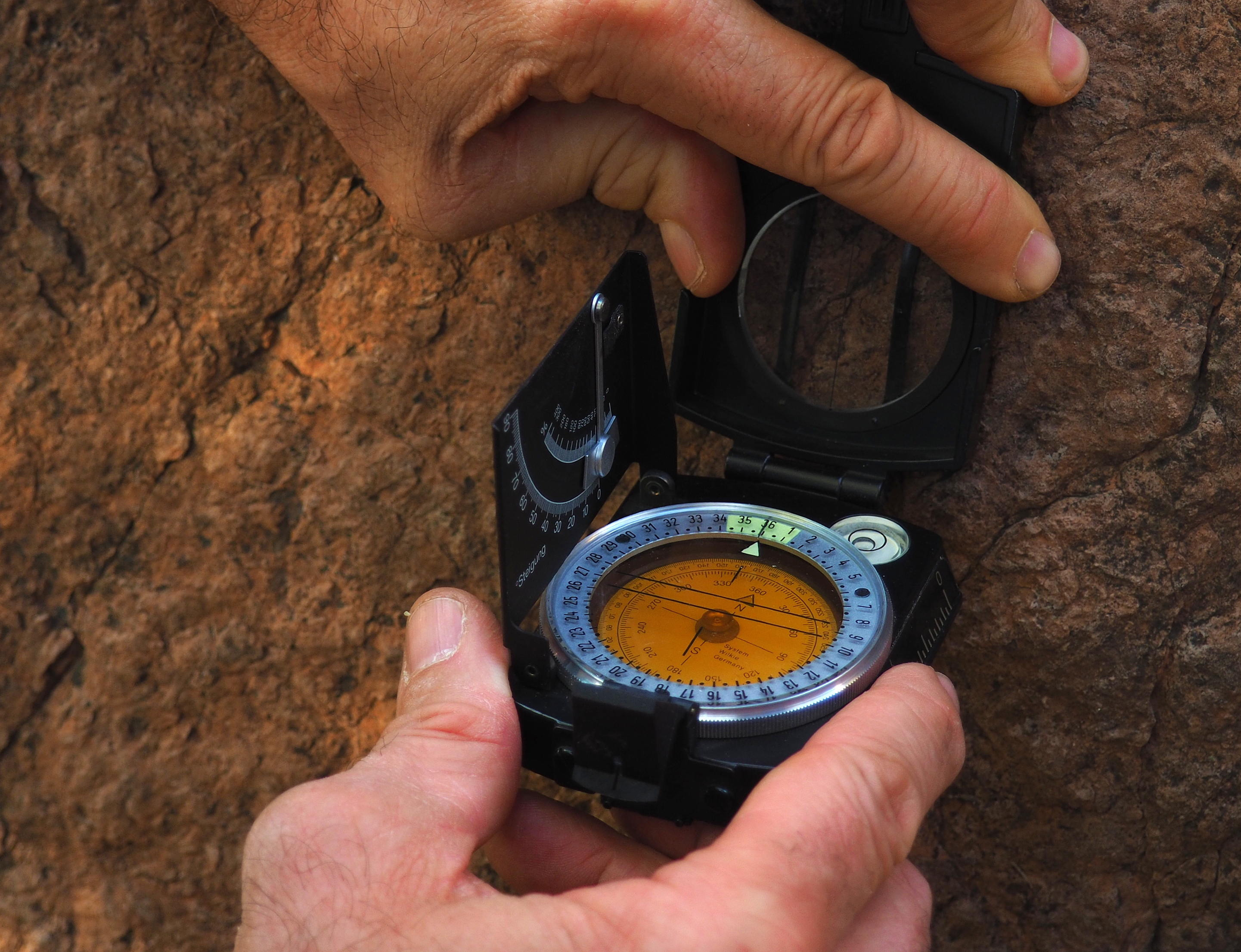
Bussola da geologo completa di bolla (per mettere in piano la cassa dello strumento) e di clinometro a pendolo. Questo strumento consente la misurazione della giacitura di strati rocciosi; tali misure permettono la ricostruzione mediante sezioni geologiche e carte geologiche dell'andamento spaziale delle formazioni rocciose.

Le bussole moderne, specialmente quelle  nautiche, sono costituite da corone basculanti su un perno immerse in liquidi a bassa densità (uno dei primi utilizzati è stato l'alcool) e racchiuse in cupole sferiche trasparenti. Sulla parte esterna o superiore della corona sono riportati i gradi bussola (0º = Nord; 90º = Est; 180º = Sud; 270º = Ovest), con le gradazioni intermedie (usualmente si arriva a cinque gradi, gradazioni inferiori renderebbero illeggibile lo strumento). Il dispositivo fornisce in questo modo una lettura affidabile nonostante i movimenti dell'imbarcazione sui tre assi (rollio, beccheggio e imbardata). Esse sono costituite da un'asta magnetica all'interno di una capsula riempita di un fluido; il fluido permette all'asta di fermarsi velocemente senza oscillare in direzione del polo nord magnetico
altri elementi frequenti delle bussole portatili sono:
- una piastra sottostante con una riga graduata per permettere la misurazione delle distanze sulle mappe, mantenendo le stesse orientate;
- un piccolo metro avvolto all'interno di un'incastonatura rotante che permette di effettuare misurazioni;
- uno specchio di puntamento che permette all'utente di vedere contemporaneamente l'ago della bussola e un oggetto distante per misurare, guardando un mirino, l'angolo formato tra utente, oggetto e un punto cardinale, generalmente il Nord (Azimut);
- un clinometro, un pendolo o un filo a piombo oscillanti su una scala graduata per misurare inclinazioni rispetto alla verticale, ad esempio degli strati geologici;
- una bolla, o livella, per mettere lo strumento in piano;
- una scala goniometrica solidale con l'ago (invece che esterna), in modo che traguardando un punto distante sia direttamente leggibile l'azimut.

Molte bussole moderne permettono anche un aggiustamento per la declinazione magnetica, la differenza tra il polo nord reale e quello magnetico, con un semplice sfasamento della scala goniometrica.
Un'ulteriore evoluzione della bussola moderna è la bussola digitale, un dispositivo elettronico digitale dotato di un sensore di campo magnetico o magnetometro interfacciato con un programma che elabora opportunamente le informazioni sotto forma di segnali forniti dal sensore visualizzandole all'utente finale su un display con interfaccia grafica. Le bussole digitali sono ad esempio comuni applicazioni presenti o scaricabili (di solito già presenti) sui moderni smartphone.

### Bussola di inclinazione
La bussola di inclinazione è una bussola che misura l'angolo di inclinazione tra le linee di campo magnetico e la superficie terrestre, pertanto non distingue il polo nord dal polo sud, ma solo il polo dall'equatore. Viene chiamata anche bussola aviaria in quanto è utilizzata da alcune specie di uccelli per orientarsi nelle migrazioni.

### Magnetorecezione
La magnetorecezione è una sorta di bussola biologica interna ad alcune specie di animali tra i quali molti uccelli, aragoste, balenottere, delfini, squali, mante, api, oltre a microorganismi ed in alcune piante, che funziona secondo principi di meccanica quantistica.

### Costruzione di una semplice bussola

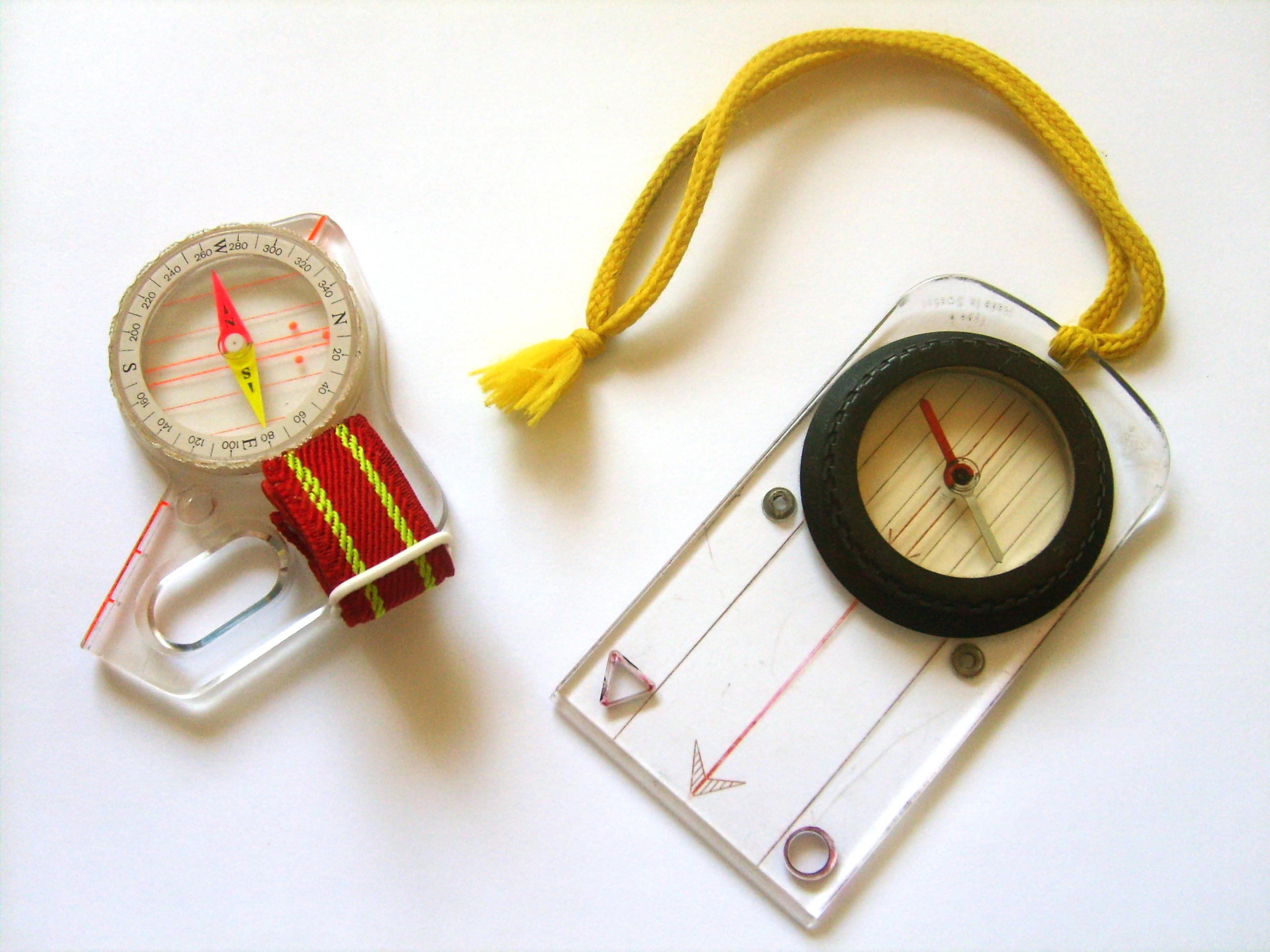
Bussole da orientamento

Per la realizzazione di una bussola semplice occorre un'asta magnetica, la quale può essere costruita allineando un'asta d'acciaio o di ferro con il campo magnetico terrestre prima di temprarla o colpirla ripetutamente (questo metodo, però, genera un magnete molto debole e quindi è consigliabile usarne un altro più efficace). Ottenuta l'asta magnetica occorre posizionarla su una superficie con un basso attrito che le permetta di muoversi per allinearsi con il campo magnetico terrestre. Infine indicando i punti cardinali si ottiene una semplice, ma funzionante bussola.
Il sistema più semplice per costruire una bussola è quello di magnetizzare uno spillo o un ago con lo strofinio, poi appoggiarlo con delicatezza su un piccolo corpo galleggiante (ad esempio un sottile disco di sughero ottenuto da un tappo di bottiglia), dentro un bicchiere d'acqua. L'attrito viscoso offerto dall'acqua consente allo spillo di girare, fino ad allinearsi col campo magnetico terrestre, indicando i poli magnetici

## Possibili cause di errore
- Il polo nord magnetico non corrisponde esattamente al polo nord geografico: l'angolo compreso tra il nord magnetico e il nord geografico, detto declinazione magnetica, varia a seconda del luogo e nel corso del tempo ma attualmente in Italia vale circa 11.5 gradi. Di conseguenza, nel determinare il nord geografico, la bussola magnetica è soggetta a un errore sistematico, che è tanto più grande quanto più ci si avvicina ai Poli. Per indicare il nord geografico, è possibile ricorrere a una bussola giroscopica.
- L'eventuale presenza di campi magnetici esterni compromette la corretta rilevazione del nord terrestre mediante una bussola magnetica. Lo stesso accade se la bussola è posizionata vicino a masse metalliche paramagnetiche (l'ago magnetico punterà infatti verso il metallo).

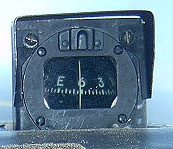
Bussola aeronautica

- Altre possibili cause di errore potrebbero essere forti accelerazioni oppure inclinazioni a cui è sottoposta la bussola, come in alcune applicazioni aeronautiche. Se un aereo diretto verso nord vira, la bussola, a causa della variazione di inclinazione, dapprima ruota nella direzione opposta a quella in cui sta virando l'aereo, poi inizia a seguire la virata, riallineandosi con il nord soltanto quando l'aereo viene raddrizzato; se l'aereo procede verso sud, l'effetto è l'opposto: la virata sembra dapprima più accentuata e poi, quando l'aereo si raddrizza, la bussola torna indietro. Se invece l'aereo vola prevalentemente verso est o verso ovest, in caso di accelerazione la bussola si sposta verso nord, in caso di decelerazione verso sud. Tutto ciò vale nell'emisfero boreale (il contrario avviene in quello australe).

## In assenza della bussola
Fin dall'antichità l'uomo ha dovuto risolvere il problema dell'orientamento. Durante le giornate di sole bastava osservare quest'ultimo. Infatti gli antichi notarono che il sole sorgeva verso Est e tramontava verso Ovest. Nell'emisfero nord il Sud corrispondeva alla posizione del sole a mezzogiorno e il Nord alla posizione opposta.
Considerando questo fatto e con l'utilizzo di un orologio analogico, a lancette, sincronizzato sull'ora solare, si può ugualmente trovare il nord proiettando l'ombra di una pagliuzza posta al centro del quadrante, mantenuto orizzontale, sulla lancetta delle ore. La direzione nord/sud sarà data dalla bisettrice dell'angolo tra l'ombra e la linea che passa dal centro dell'orologio per le ore dodici.
Utilizzarono, di notte, anche le stelle: la Stella Polare si trova per esempio sempre al di sopra del Nord geografico: guardandola terremo il braccio destro a est, quello sinistro a ovest e dietro avremo il sud.
Nell'orientamento in assenza di bussola è frequente fare riferimento nei boschi alla posizione del muschio sulle piante o sui massi a terra in quanto esso indica il nord (il sud nell'emisfero meridionale) crescendo questo sul lato più umido e meno esposto alle radiazioni solari. Per identici motivi anche i versanti più boscosi delle montagne spesso indicano i luoghi esposti a nord (il sud nell'emisfero meridionale).

## Curiosità
Vi sono popolazioni nelle quali culturalmente le relazioni spaziali non si basano su coordinate egocentriche (ad esempio: gira a destra poi a sinistra) ma su coordinate geografiche (ad esempio: gira a est poi a sud). Una di queste popolazioni, gli guugu yimithirr dell'Australia, è stata sottoposta a studi ed esperimenti che hanno verificato che non perdono l'orientamento neanche in una stanza chiusa.